# National Airlines (Chile)
A National Airlines foi uma empresa aérea chilena que prestava serviços de transporte de carga e passageiros. Pertencia à sociedade formada pelas famílias Uauy e Musiet, e sua sede estava localizada em Santiago.

## História
A National Airlines foi fundada por um grupo de investidores liderados por Miguel Nasur. Iniciou as operações em 27 de dezembro de 1992, com voos de Santiago para Arica, Iquique, Antofagasta, Puerto Montt e Punta Arenas. Seu slogan era “Nacional, diminuindo as distâncias”. No ano seguinte, adquiriu a empresa aérea Southeast Pacific, expandindo suas rotas.
Em 9 de setembro de 1995, a National realizou seu primeiro voo internacional entre Santiago e Mendoza. Em agosto do ano seguinte, iniciou seus voos para Balmaceda e Calama e, no mesmo ano, assinou um acordo com a Aerolíneas Argentinas para a manutenção de sua frota de Boeing 737. Em 15 de agosto de 1997, a National Airlines iniciou seus voos para Buenos Aires. Em setembro, inaugurou suas rotas para os Estados Unidos, depois do ano anterior a LAN Chile deu-lhe algumas rotas.
Em 8 de janeiro de 1998 a Avant Airlines adquiriu 100% da National, com a qual todas as operações da empresa passaram gradualmente às mãos da Avant.
Em 2009, onze anos depois da venda da National Airlines, Carlos Musiet, ex-executivo da empresa, iniciou as operações da Principal Airlines, empresa aérea fundada anos antes, mas apenas recentemente obteve a licença para realizar voos comerciais no final da década.
A National Airlines também operou em suas rotas internacionais, para a cidade de Arequipa, no Peru, que operava na década de 90 (sem informações sobre a data).

## Frota
No momento de sua interrupção das operações, a National Airlines possuía uma frota de oito aeronaves, composta por:
- 2 Boeing 727-200
- 6 Boeing 737-200